# ژودفلت
ژودفلت (به هلندی: Zuidveld) یک منطقهٔ مسکونی در هلند است که در میدن-درنته واقع شده‌است. ژودفلت ۸۰ نفر جمعیت دارد.